# 文莱叛乱
文莱叛乱是1962年12月在英国的保护国文莱发生的一场反对君主制以及加入马来西亚联邦提议的叛乱。这场叛乱由自称为「北加里曼丹国民军」的民兵武装发动，与受到印度尼西亚支持的左翼政党文莱人民党相关，该党支持成立北婆罗洲联邦的构想。
1961年之前，文莱苏丹对北婆罗洲联邦和马来西亚都不感兴趣，1962年8月，主张独立的文莱人民党在议会选举中获胜，随后提出修改宪法和成立北婆罗洲联邦，被苏丹否决。随后文莱政府对人民党的“可疑分子”进行清洗。1962年12月北加里曼丹国民军成员同时袭击了石油重镇詩里亞（在马来奕县，瞄准文莱壳牌石油公司的石油装置）、以及保护国的警察局和政府机构。由于攻占文莱城和捉拿苏丹奥玛阿里赛义夫汀三世的重要行动相继失败，叛乱在数小时内宣告结束。逼于来自人民党及印尼的当下威胁，文莱苏丹随后声明准备加入马来西亚，并在1963年2月开始与马来亚代表副首相阿都拉萨谈判，但因财政权、苏丹位次与石油收益分配等激烈分歧而放弃。
此次叛乱成为文莱苏丹奥玛阿里赛义夫汀三世是否加入马来西亚的关键影响因素，这次事件也被视为印马对峙的第一阶段。